# Марк и Маркеллиан
Марк и Маркеллиан (погибли ок. 286 года) — мученики Римские. Почитаются как священномученики, память в Православной церкви совершается 18 декабря (по юлианскому календарю.
Святые Марк и Маркеллиан, братья-близнецы, диаконы, жили в Риме вместе с жёнами и детьми. Они были схвачены за отказ принести жертву римским богам. Они обратили ко Господу свою охрану, бежали, но вскоре вновь были схвачены. Они приняли смерть в Риме. Их базилика была найдена в катакомбах римского храма святой Бальбины в 1902 году.